# Nordiska Artilleriverkstäderna

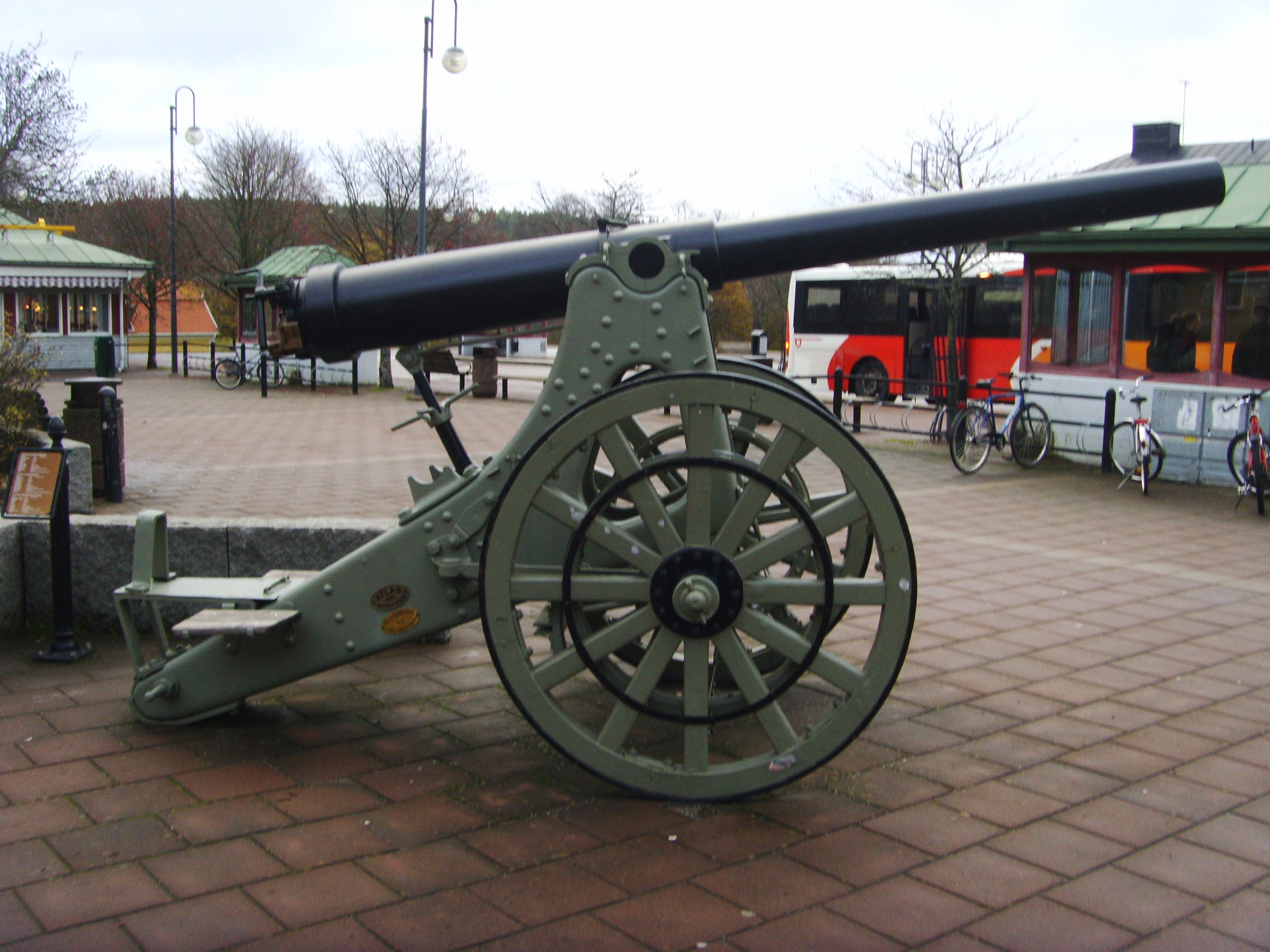
Befästnings- och positionsartilleripjäs på Bergslagstorget i centrala Finspång.

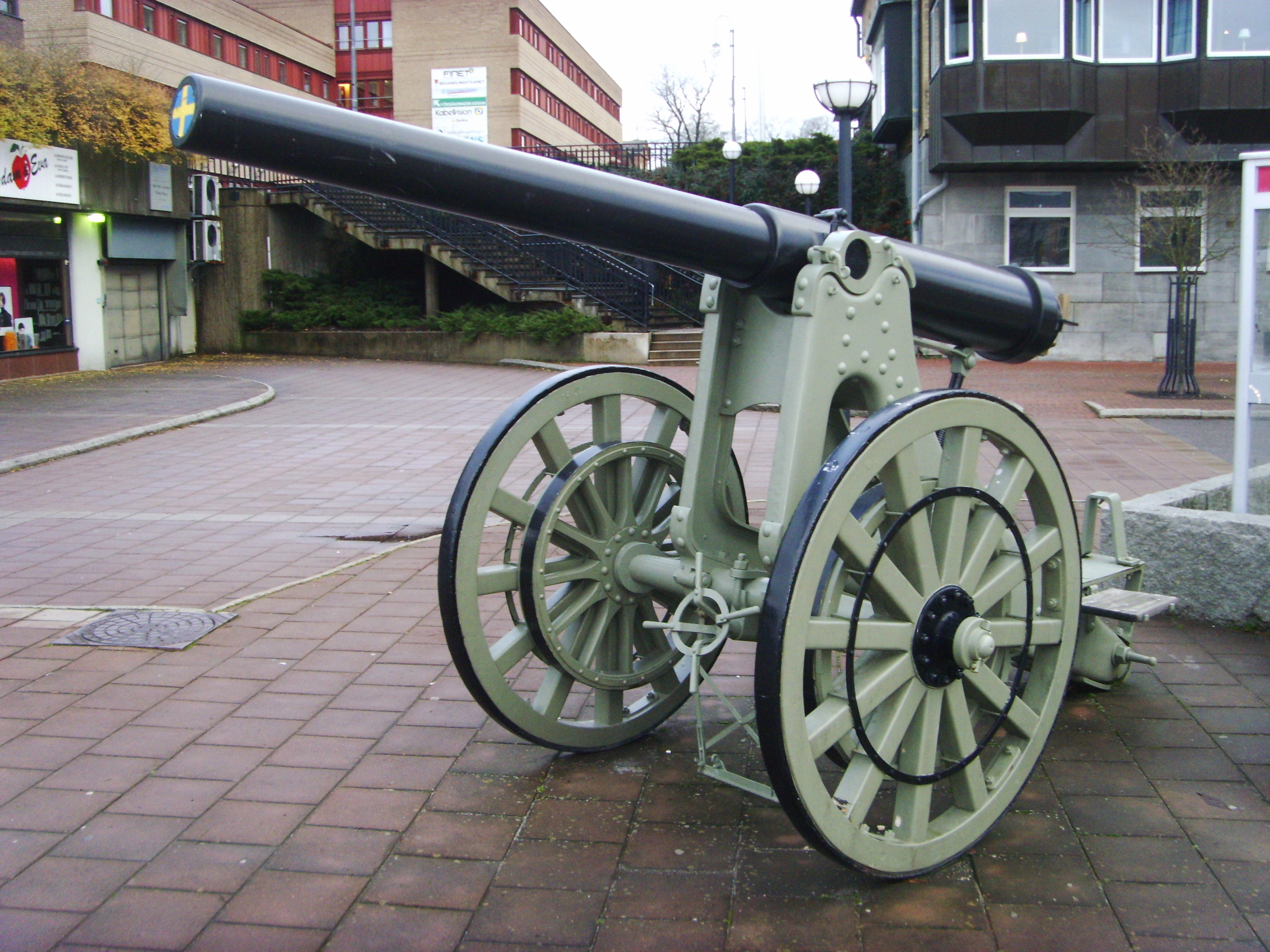
Granaterna till artilleripjäsen vägde 16,2 kg och hade en skottvidd på 8600 meter. Den bemannades av 6 man och förflyttades med lika många hästar. Tillverkningsorten var Finspång, men med material bestående av stålgöt från Bofors-Gullspång, enligt konstruktion av Krupp-Tyskland.

AB Nordiska Artilleriverkstäderna, bildades 1903 med ett aktiekapital på 2,7 miljoner kronor och inköpte då av Aktiebolaget Finspångs styckebruk samtliga vid Finspång och Lotorp belägna industriella verk och anläggningar samt inom Risinge, Hällestads och Vånga socknar belägna egendomar, omfattande omkring 3 350 hektar; men vid 1904 års början övertog AB Stens bruks dessa egendomar med undantag av den mekaniska verkstaden med dithörande anläggningar samt ett område av 168,5 hektar, varå sedermera uppfördes nybyggnader till ett värde av 617529 kronor, däribland kanonverkstad, smedja, träbearbetningsverkstad och ångpannehus samt en större och en mindre uppsättningsverkstad. Dess fastigheter var 1906 taxerade till 566000 kronor, därav 19500 kronor för jordbruksfastighet. Nordiska artilleriverkstäderna förfogade sistnämnda år över 2 fasta ångpannor, 20 borrmaskiner, 5 fräsmaskiner, 20 hyvelmaskiner, 61 svarvmaskiner samt 22 maskiner av annat slag och man tillverkade i sina verkstäder vid Finspång 41 ton projektiler av tackjärn, 258,6 ton projektiler av stål och 54 stycken kanoner av stål, diverse järnvägsmateriel, arbetsmaskiner och maskingods för tillsammans 1256800 kr. Arbetsstyrkan bestod 283 man och leddes av artilleridirektören Herman Fleming, tillika den sista privatpersonen som bebodde Finspångs slott, ty 1907 köpte Boforsbolagets dotterbolag, Nya AB Stockholms Vapenfabrik, Nordiska Artilleriverkstäderna och med Bofors som ägare kom dramatiska förändringar i den östgötska bruksorten som de senaste 3½ seklerna hade gjutit kanoner. Inledningsvis flyttade man vapentillverkningen från Stockholm till Finspång. De sammanslagna företagen bar dock Stockholmsfabrikens namn, men inte länge då det ingick i Boforsbolagets strategi att bli ensam tillverkare av kanoner i Sverige med säte i Värmland. Därför avvecklade man kanontillverkningen vid årsskiftet 1910-1911 och flyttade all tillverkning till Bofors. Nordiska Motorverkstäderna köpte upp lokalerna i Finspång och man började tillverka motorer där istället.